# 圣斗士星矢：黄道十二宫战士
《圣斗士星矢：黄道十二宫战士》（日语：聖闘士星矢: Knights of the Zodiac）是日本与美国共同创作的3D原創網路動畫，改编自车田正美创作的连载漫画《聖鬥士星矢》。

## 剧情
正值青春年少的少年星矢获阿爾曼·城戶封为传说中的“青铜圣斗士”，与其他青铜圣斗士一道为成为女神雅典娜城戶沙織的聖斗士奋战，同时寻找失散多年的姐姐星華。

## 配音阵容
- 折笠富美子 饰 雅典娜／城户沙织（英语：Athena (Saint Seiya)）
- 森田成一 饰 天马座 星矢（童年：森下由樹子）
- 三浦祥朗 饰 天鹅座 冰河（英语：Cygnus Hyoga）
- 櫻井孝宏 饰 天龙座 紫龙（英语：Dragon Shiryū）
- 佐藤聰美 饰 仙女座 瞬（英语：Andromeda Shun）
- 小西克幸 饰 凤凰座 一辉（英语：Phoenix Ikki）
- 石川英郎 饰 独角兽座 邪武
- 福原耕平 饰 大熊座 檄
- 小野坂昌也 饰 海蛇座 市
- 井上富美子 饰 天鹰座 魔铃
- 小松由佳 饰 蛇夫座 撒娜
- 小田久史 饰 蜥蜴座 密斯狄
- 稻田徹 饰 白鲸座 摩杰斯
- 新井良平 饰 猎犬座 亚狄里安
- 北島淳司（日语：北島淳司） 饰 乌鸦座 贾密安
- 花輪英司 饰 地狱犬座 达狄
- 金本涼輔 饰 英仙座 阿尔戈
- 山崎巧 饰 牡羊座 穆
- 田中秀幸 饰 狮子座 艾奥里亚
- 屋良有作 饰 射手座 艾奥洛斯
- 三矢雄二 饰 处女座 沙迦
- 關俊彥 饰 天蝎座 米罗
- 岩崎博 饰 天秤座 童虎
- 置鮎龍太郎 饰 教皇
- 髙階俊嗣（日语：髙階俊嗣） 饰 卡西欧
- 木村雅史（日语：木村雅史） 饰 基鲁提
- 下地紫野 饰 艾丝美拉尔妲
- 庄司宇芽香 饰 贵鬼
- 照井春佳 饰 春丽
- 元吉有希子 饰 星華
- 江川央生 饰 辰巳
- 寶龜克壽 饰 阿爾曼·城戶
- 手塚秀彰（日语：手塚秀彰） 饰 梵·德格拉

## 集数
| 季數  | 集数 | 集数 | 上線日期      | 上線日期      |
| ----- | ---- | ---- | ------------- | ------------- |
| 第1部 | 6    | 6    | 2019年7月19日 | 2019年7月19日 |
| 第2部 | 6    | 6    | 2020年1月23日 | 2020年1月23日 |

| 第1部 |   |                                                     |          |                                    |               |
| 1 | 1 | 星矢（） Seiya                                      | 田边泰裕 | 香侬·埃里克·丹顿                   | 2019年7月19日 |
| 星矢展现完超能力，神秘的城戶光政找上門，力勸他實現自己的天命，成為青銅聖鬥士。                             |   |                                                     |          |                                    |               |
| 2 | 2 | 燃烧你的小宇宙（） Burn Your Cosmo                  | 田边泰裕 | 托马斯·F·扎勒（Thomas F. Zahler）  | 2019年7月19日 |
| 星矢只费吹灰之力取得天马座圣衣，但如果想成为雅典娜真正的圣斗士，他必须先在银河擂台赛证明自己的实力。       |   |                                                     |          |                                    |               |
| 3 | 3 | 紫龙登场（） Enter The Dragon                       | 田边泰裕 | 本杰明·汤森（Benjamin Townsend）   | 2019年7月19日 |
| 冰河对黑暗预言深信不疑，当面杠上沙织小姐。星矢对抗至今最难搞的对手：紫龙。                                 |   |                                                     |          |                                    |               |
| 4 | 4 | 星雲鎖鍊（） Nebula Chain                           | 木村宽   | 乔尔·塞尔纳（Joelle Sellner）      | 2019年7月19日 |
| 仙女座瞬不愿应战，挥舞着星云锁链对付独角兽座邪武。与此同时，梵德的军队出击。                               |   |                                                     |          |                                    |               |
| 5 | 5 | 暗黑聖鬥士（） The Black Knights                    | 木村宽   | 特拉维斯·唐纳利（Travis Donnelly） | 2019年7月19日 |
| 星矢击落一架直升机，从凤凰座一辉手中拿回失窃的黄金圣衣，结果要和梵德的暗黑圣斗士正面交战。                 |   |                                                     |          |                                    |               |
| 6 | 6 | 鳳翼天翔（） Phoenix Rising                         | 木村宽   | 本杰明·汤森                        | 2019年7月19日 |
| 凤凰座一辉在恨意的驱使下展现令人难以招架的威力。青铜圣斗士必须团结彼此的力量，夺回黄金圣衣，从而阻止一辉。 |   |                                                     |          |                                    |               |
| 第2部 |   |                                                     |          |                                    |               |
| 7 | 1 | 白銀聖鬥士（） The Silver Knights                   | 田边泰裕 | 托马斯·普格斯利（Thomas Pugsley）  | 2020年1月23日 |
| 星矢在火山崩塌后陷入昏迷，苏醒过来没多久就得知圣域正在派白银圣斗士美斯狄和他之前的师父魔铃来除掉他。       |   |                                                     |          |                                    |               |
| 8 | 2 | 漲潮（） The Rising Tide                            | 芦野芳晴 | 桑德拉·霍尔（Saundra Hall）        | 2020年1月23日 |
| 担心沙织安危的魔铃派星矢保护她。魔铃独自与白银圣斗士猎犬座亚狄里安和白鲸座摩杰斯交手。                     |   |                                                     |          |                                    |               |
| 9 | 3 | 为雅典娜而战（） To Fight For Athena                | 木村宽   | 谢恩·赛德斯（Shaene Siders）       | 2020年1月23日 |
| 星矢与青铜圣斗士们重聚，一起寻找沙织。白银圣斗士乌鸦座贾密安现身，极力阻止他们。                           |   |                                                     |          |                                    |               |
| 10 | 4 | 挑戰（） The Challenge                              | 田边泰裕 | 帕特里克·里格（Patrick Rieger）    | 2020年1月23日 |
| 英仙座亚鲁哥路用美杜莎之盾石化所有对手。一位青铜圣斗士为了保护沙织，做出改变人生的决定。                   |   |                                                     |          |                                    |               |
| 11 | 5 | 神之預言（） The Prophecy                           | 木村宽   | 尤金·孙（Eugene Son）              | 2020年1月23日 |
| 格拉召集自己的暗黑圣斗士，保护人类不受神祇伤害。他派手下绑架沙织，青铜圣斗士联手营救。                     |   |                                                     |          |                                    |               |
| 12 | 6 | 一戰停息，一戰又起（） One War Ends, Another Begins | 田边泰裕 | 尤金·孙（Eugene Son）              | 2020年1月23日 |
| 青铜圣斗士遇上更为强大的格拉的暗黑圣斗士，即使占了上风也难敌对手。                                         |   |                                                     |          |                                    |               |

## 制作
影集于2016年12月在巴西CCXP公开。2017年8月2日，日本今日电影网（ Cinematoday.jp）透露作品为Netflix合作项目，系《圣斗士星矢》的新作，芦野芳晴担任导演，Eugene Son等任编剧。前六集于2019年7月19日在Netflix释出，部分改编自漫画原作“银河战争篇”和“暗黑圣斗士篇”；后六集2020年1月23日释出，部分改编自《白银圣斗士》篇。

## 争议
节目播出前夕，外界有声音指原作男性角色仙女座瞬被改成女性角色。对此，编剧尤金·孙表示角色性别改变是自己做的决定，理由是圣斗士团队需要更多女性角色。在他看来，原版的确有一些不错的核心概念，但有一点困扰着他，那就是和天马座星矢在一起的青铜圣斗士都是小伙子。然而原作粉丝对这个改变并不买账，认为女性圣斗士的存在违背了故事背景。另一个最为人诟病的改变是彻底删掉了魔鈴的面具。